# 화왕계
화왕계(花王戒) 또는 풍왕서는 신라 제31대 신문왕(神文王, 재위 681-692) 때의 설총이 지은 설화이자 한문으로 된 우화적인 단편 산문으로, 꽃을 의인화하여 이야기를 전개하고 있다. 꽃나라를 다스리는 화왕(花王＝모란꽃)이 나타나매 장미꽃이 미인으로 분장하고 등장하여 화왕의 수청(守廳)을 앙청한다. 한편 백두옹(白頭翁＝할미꽃)은 장부(丈夫)로 분장하고 등장, 신하되기를 원한다. 이에 화왕이 장미를 취할지 백두옹을 취할지 고민하자 백두옹이 충언을 하고 화왕이 깨우친다는 이야기이다.
이 이야기를 들은 신문왕은 큰 교훈을 얻고 설총에게 높은 벼슬을 내렸다고 <삼국사기>권 46 설총 열전은 기록하고 있다. 화왕계는 설총의 유일한 현존 문장이다. 그의 작품은 양적(量的)으로는 극히 짧은 작품이나 깊은 우의(寓意)를 지닌 것으로 한국 풍자소설의 효시(嚆矢)라 할 만하며 이후 조선시대 때의 한문소설 <화사(花史)>와 <화왕전(花王傳)>은 모두 이에서 깊은 영향을 받은 작품이다.